# Тужно
Тужно је насељено место у саставу општине Видовец у Вараждинској жупанији, Хрватска. До територијалне реорганизације у Хрватској налазило се у саставу старе општине Вараждин.

## Становништво
На попису становништва 2011. године, Тужно је имало 1.015 становника.

## Попис1991.
На попису становништва 1991. године, насељено место Тужно је имало 1.033 становника, следећег националног састава:
| Попис 1991.‍   | Попис 1991.‍ | Попис 1991.‍ | Попис 1991.‍ | Попис 1991.‍ |
| ------------- | ----------- | ----------- | ----------- | ----------- |
|               |             |             |             |             |
| Хрвати        | Хрвати      |             | 1.026       | 99,32%      |
| Словенци      | Словенци    |             | 3           | 0,29%       |
| Срби          | Срби        |             | 1           | 0,09%       |
| непознато     | непознато   |             | 3           | 0,29%       |
| укупно: 1.033 |             |             |             |             |